# Tudhalijasz neszai király
Tudhalijasz (Tudḫaliyaš) hipotetikus hettita uralkodó. Ez időben pusztult el végleg Kanis városa Zuzzu uralkodása végén, aki egyben a rabâ'um GAL, azaz Alahzina nagyhercege címet viselte. E cím egy nagyobb terjedelmű és politikailag erős városkirályságra utal. Tudhalijasz neve Zuzzu fogsága kapcsán kerül említésre egy feliratban. Eszerint a GAL.LÚŠAGI címet viselte (akkád rab šakē), amely a bíróságok elöljárója.
Az irodalom nem egységes ennek az uralkodónak a létét illetően, még a hettita királyok számozásában is problémákat okoz. Néha I. Tudhalijaszként említik, ez esetben V. Tudhalijasz volt III. Hattuszilisz és Puduhepa fia, más esetben Tudhalijaszt egyáltalán nem említik a hettita uralkodók között, vagy zárójelben elhelyezett sorszámmal látják el.
Forlanini 1993-ban kizárólag az időrend miatt feltételezte, hogy Tudhalijasz esetleg PU-szarruma apja lehetett, ilyen módon a hettita óbirodalom királyi családjának őse lenne, és személye összeköttetést biztosítana a territoriális hettita fejedelemségek és a Hettita Birodalom között.
A korai uralkodók rokonsága meglehetősen zavaros. Az egykorú dokumentumokban egymásnak ellentmondó állítások vannak, ami nagyrészt a sorozatos erőszakos trónváltásoknak tudható be, hiszen minden államcsínnyel trónra jutó király valamilyen módon igazolni igyekezett a trónhoz való jogát. Ezt pedig már feledésbe merült, néhány generációval korábbi királyokra hivatkozással érték el. Ennek tükrében Tudhalijasz apja a neszai uralkodásból következően valószínűleg Anittasz volt, aki Neszába helyezte székhelyét annak elfoglalása után. I. Hattuszilisz proklamációjának olyan értelmezése is lehetséges, hogy Tudhalijasz apja egy Huccijasz nevű személy volt, aki maga is királyként uralkodott (valahol). A névazonosságból – és az Anittasztól való elhatárolódásból – következően így szóba jöhet Uhnasz utódja, Huccijasz calpai király is, akit Anittasz Neszában tartott fogva, de további sorsa ismeretlen. Az is lehet azonban, hogy Tudhalijasznak egyáltalán semmi köze nincs a korábbi uralkodóházakhoz.